# Nathalie von Siebenthal
Nathalie von Siebenthal (* 30. September 1993 in Lauenen) ist eine ehemalige Schweizer Skilangläuferin.

## Werdegang
Von Siebenthal, die für Turbach-Bissen startete, nahm seit 2008 an Wettbewerben der Fédération Internationale de Ski teil. Bis 2013 trat sie vorwiegend bei Juniorenrennen an. In der Saison 2013/14 lief sie bei Rennen im Alpencup, den sie auf dem vierten Rang in der Gesamtwertung beendete. Ihr erstes Weltcuprennen lief sie im Dezember 2013 in Davos. Dort belegte sie den 56. Platz über 15 km Freistil. Im Januar 2014 wurde sie in Leysin Schweizer Meisterin im 10-km-Verfolgungsrennen. Zum Beginn der Saison 2014/15 holte sie in Davos mit dem 30. Platz über 30 km klassisch ihren ersten Weltcuppunkt. Die Tour de Ski 2015 beendete sie auf dem 17. Gesamtrang. Bei den Schweizer Meisterschaften in Kandersteg im Januar 2015 siegte sie über 5 km Freistil. Zwei Wochen später gewann sie bei den U23-Weltmeisterschaften 2015 in Almaty Bronze über 10 km Freistil und Gold im 15-km-Skiathlonrennen. Bei den Nordischen Skiweltmeisterschaften 2015 in Falun kam sie auf den 23. Platz im 30-km-klassisch-Massenstartrennen, den 22. Rang im Skiathlon und den sechsten Platz über 10 km Freistil. Zum Saisonende belegte sie den dritten Platz im U23-Weltcup. Zu Beginn der Saison 2015/16 errang sie den 25. Platz bei der Nordic Opening in Ruka und den 15. Platz bei der Tour de Ski 2016. Bei den folgenden Weltcups kam sie bei Distanzrennen dreimal unter die ersten Zehn. Im Januar 2016 wurde sie in Zweisimmen Schweizer Meisterin über 5 km klassisch. Zum Saisonende belegte sie den 13. Platz bei der Ski Tour Canada und errang den 18. Platz im Gesamtweltcup, den 12. Platz im Distanzweltcup und den zweiten Platz in der U23-Wertung. In der folgenden Saison lief sie auf den 35. Platz bei der Weltcup-Minitour in Lillehammer und auf den achten Platz bei der Tour de Ski 2016/17. Ihre besten Ergebnisse bei den Nordischen Skiweltmeisterschaften 2017 in Lahti waren der siebte Platz mit der Staffel und der vierte Rang im Skiathlon. Beim Weltcup-Final in Québec kam sie auf den 25. Platz in der Gesamtwertung und erreichte den 17. Platz im Gesamtweltcup und den 13. Rang im Distanzweltcup. In der Saison 2017/18 errang sie den 30. Platz beim Ruka Triple und den achten Platz bei der Tour de Ski 2017/18. Ihr bestes Ergebnis bei den Olympischen Winterspielen 2018 in Pyeongchang war der sechste Platz jeweils im Skiathlon und über 10 km Freistil. Zum Saisonende kam sie beim Weltcupfinal in Falun auf den 31. Platz und erreichte abschliessend den 17. Platz im Gesamtweltcup und den 12. Rang im Distanzweltcup.
In der Saison 2018/19 belegte von Siebenthal den 25. Platz beim Lillehammer Triple, den 15. Rang bei der Tour de Ski 2018/19 und den 40. Platz beim Weltcupfinal in Québec. Beim Saisonhöhepunkt, den nordischen Skiweltmeisterschaften 2019 in Seefeld in Tirol, kam sie auf den 18. Platz im Skiathlon, auf den zehnten Rang mit der Staffel und auf den siebten Platz im 30-km-Massenstartrennen. Im März 2019 gewann sie den Engadin Skimarathon. Die Saison beendete sie auf dem 28. Platz im Gesamtweltcup und auf dem 17. Rang im Distanzweltcup. Bei den Schweizer Meisterschaften 2019 in Engelberg holte sie die Bronzemedaille über 5 km Freistil.
Im Oktober 2019 gab sie ihr Karriereende bekannt.

## Erfolge

### Siege bei Continental-Cup-Rennen
| Nr. | Datum         | Ort         | Disziplin                 | Serie    |
| --- | ------------- | ----------- | ------------------------- | -------- |
| 1.  | 16. März 2014 | Valdidentro | 10 km Freistil Verfolgung | Alpencup |

### Siege bei Ski-Classics-Rennen
| Nr. | Datum         | Ort            | Rennen              | Disziplin                  |
| --- | ------------- | -------------- | ------------------- | -------------------------- |
| 1.  | 10. März 2019 | Maloja–S-chanf | Engadin Skimarathon | 42 km Freistil Massenstart |

## Teilnahmen an Weltmeisterschaften und Olympischen Winterspielen

### Olympische Spiele
- 2018 Pyeongchang: 6. Platz 15 km Skiathlon, 6. Platz 10 km Freistil, 7. Platz Staffel, 22. Platz 30 km klassisch Massenstart

### Nordische Skiweltmeisterschaften
- 2015 Falun: 6. Platz 10 km Freistil, 22. Platz 15 km Skiathlon, 23. Platz 30 km klassisch Massenstart
- 2017 Lahti: 4. Platz 15 km Skiathlon, 7. Platz Staffel, 11. Platz 30 km Freistil Massenstart, 30. Platz 10 km klassisch
- 2019 Seefeld in Tirol: 7. Platz 30 km Freistil Massenstart, 10. Platz Staffel, 18. Platz 15 km Skiathlon

## Platzierungen im Weltcup

### Weltcup-Statistik
Die Tabelle zeigt die erreichten Platzierungen im Einzelnen.
- 1.–3. Platz: Anzahl der Podiumsplatzierungen
- Top 10: Anzahl der Platzierungen unter den ersten zehn
- Punkteränge: Anzahl der Platzierungen innerhalb der Punkteränge
- Starts: Anzahl gelaufener Rennen in der jeweiligen Disziplin
- Hinweis: Bei den Distanzrennen erfolgt die Einordnung gemäss FIS.

| Platzierung         | Distanzrennen a | Distanzrennen a | Distanzrennen a | Distanzrennen a | Distanzrennen a | Skiathlon Verfolgung | Sprint | Etappen- rennen b | Gesamt | Team   | Team    |
| Platzierung         | ≤ 5 km          | ≤ 10 km         | ≤ 15 km         | ≤ 30 km         | > 30 km         | Skiathlon Verfolgung | Sprint | Etappen- rennen b | Gesamt | Sprint | Staffel |
| ------------------- | --------------- | --------------- | --------------- | --------------- | --------------- | -------------------- | ------ | ----------------- | ------ | ------ | ------- |
| 1. Platz            |                 |                 |                 |                 |                 |                      |        |                   |        |        |         |
| 2. Platz            |                 |                 |                 |                 |                 |                      |        |                   |        |        |         |
| 3. Platz            |                 |                 |                 |                 |                 |                      |        |                   |        |        |         |
| Top 10              | 1               | 10              | 1               |                 |                 | 10                   |        | 2                 | 24     |        | 2       |
| Punkteränge         | 5               | 25              | 4               | 4               |                 | 23                   | 7      | 10                | 78     |        | 2       |
| Starts              | 8               | 38              | 4               | 4               |                 | 26                   | 29     | 13                | 122    |        | 2       |
| Stand: Karriereende |                 |                 |                 |                 |                 |                      |        |                   |        |        |         |

### Weltcup-Gesamtplatzierungen
| Saison  | Gesamt | Gesamt | Distanz | Distanz | Sprint | Sprint |
| Saison  | Punkte | Platz  | Punkte  | Platz   | Punkte | Platz  |
| ------- | ------ | ------ | ------- | ------- | ------ | ------ |
| 2014/15 | 131    | 48.    | 75      | 38.     | -      | -      |
| 2015/16 | 518    | 18.    | 355     | 12.     | 7      | 62.    |
| 2016/17 | 460    | 17.    | 304     | 13.     | 16     | 59.    |
| 2017/18 | 472    | 17.    | 334     | 12.     | 8      | 66.    |
| 2018/19 | 271    | 28.    | 182     | 17.     | 13     | 58.    |